# Rio Chiquito
|  | Per a altres significats, vegeu «Riu Chiquito». |

Rio Chiquito és una concentració de població designada pel cens dels Estats Units d'Amèrica a l'estat de Nou Mèxic. Segons el cens dels Estats Units del 2000 tenia 103 habitants.

## Demografia
Segons el cens del 2000, Rio Chiquito tenia 103 habitants, 32 habitatges, i 30 famílies. La densitat de població era de 25,8 habitants per km².
Dels 32 habitatges en un 56,3% hi vivien nens de menys de 18 anys, en un 75% hi vivien parelles casades, en un 12,5% dones solteres, i en un 6,3% no eren unitats familiars. En el 6,3% dels habitatges hi vivien persones soles el 3,1% de les quals corresponia a persones de 65 anys o més que vivien soles. El nombre mitjà de persones vivint en cada habitatge era de 3,22 i el nombre mitjà de persones que vivien en cada família era de 3,23.
Per edats la població es repartia de la següent manera: un 34% tenia menys de 18 anys, un 7,8% entre 18 i 24, un 28,2% entre 25 i 44, un 20,4% de 45 a 60 i un 9,7% 65 anys o més.
L'edat mediana era de 37 anys. Per cada 100 dones de 18 o més anys hi havia 94,3 homes.
La renda mediana per habitatge era de 44.135 $ i la renda mediana per família de 44.135 $. Els homes tenien una renda mediana de 46.250 $ mentre que les dones 50.156 $. La renda per capita de la població era de 13.983 $. Cap de les famílies estaven per davall del llindar de pobresa.

## Poblacions més properes
El següent diagrama mostra les poblacions més properes.